# John de Wisham
Sir John de Wisham (ou de Wysham) de Little Ellingham, est un chevalier et administrateur anglais mort en 1332. Il sert successivement comme connétable du château de Saint-Briavels, juge de Galles du Nord, capitaine de Berwick-upon-Tweed (1316) et  sénéchal de Gascogne (1324-1325). 

## Biographie
John est fils de Ralph de Wisham et d'Emilia. 
Il est capitaine de Berwick-upon-Tweed du 13 juin 1316 au 1er juillet 1317. Il a le titre de lieutenant (steward) de la maison du roi Édouard III d'Angleterre. 
Nommé le 18 novembre 1324 sénéchal de Gascogne, en remplacement de Ralph Basset de Drayton il assume cette charge moins d'un an avant d'être remplacé par Henri de Sully le 14 août 1325. 
Marié à Hawise, fille de Michael de Poynings et de Margery Bardolf, il a pour fils un autre John, mariée à Joan, dont postérité. 
Il meurt en 1332 et est inhumé dans l'église de Clifton-upon-Teme dans le Worcestershire.